# Luis René Canaán
Luis Canaán Rojas es un médico, marino y político dominicano. El 31 de julio de 2025, mediante el Decreto núm. 439-25 emitido por el presidente Luis Abinader, fue designado como director ejecutivo de la ARS SEMMA, el Seguro Médico para Maestros.

## Biografía
Luis René Canáan nació el 21 de septiembre de 1967, siendo hijo de Luis René Canaán Gil y de María Antonia Rojas Tabar.
Es senador por la provincia de Hermanas Mirabal desde 2006, habiendo sido reelegido en 2010 y en 2016. Canaán ha servido en la Armada Dominicana.
Canaán tiene un Doctorado de Medicina del Instituto Tecnológico de Santo Domingo.
En su declaración jurada de bienes de agosto de 2010, Canaán afirmó tener un patrimonio de 23,3 millones de pesos dominicanos, equivalentes a 630 mil dólares según la tasa de cambio vigente entonces.
Se casó con Judith García Pantaleón, con quien tuvo dos Hijos, Luis Josue y Judith Raquel. 
Realizó sus primeros estudios en el Colegio Sagrado Corazón de Jesús, del Municipio de Salcedo en la provincia Hermanas Mirabal, donde obtuvo el grado de bachiller. Más tarde ingreso a la Universidad Intec, donde obtuvo el título de Doctor en medicina, en 1995. Durante sus años de estudiante de medicina, perteneció a la Marina de Guerra, llegando a alcanzar el rango de alférez.
Retorna a Salcedo, donde realiza su pasantía médica de ley. Al finalizarla es nombrado jefe de área de salud en 1996, donde dirige el nuevo modelo en salud que creó las Direcciones Provinciales De Salud eliminando las Regionales De Salud.
En 2001, después del 6.º Congreso Profesor Juan Bosch y con la apertura del Partido de la Liberación Dominicana, Ingresa en comité de base, donde lo nombran como presidente del Mismo Y es electo presidente del comité intermedio Rafael Germán, ingresando a la dirección municipal del partido en Salcedo.
Luego lo postulan como precandidato A diputado, donde obtiene nominación interna y gana la diputación en las elecciones de mayo de 2002, siendo el tercero más votado a nivel nacional de su partido. Ya en la cámara de diputados forma parte de las comisiones permanentes de Salud, Medio Ambiente, Seguridad Y Defensa.
En 2003 es elegido miembro del Comité Central del PLD con un 77 % de los votos.
En el Congreso Elector De Precandidatos Del PLD, lo postulan para senador, no inscribiéndose ninguna otra persona como candidato.  Gana la con Un 57 % de votos. En solo seis años de militancia política activa ha sido diputado y senador al mismo tiempo que Miembro Del Comité Central.
El 9 de marzo de 2023, Luis René Canaán Rojas anunció su renuncia irrevocable al Partido de la Liberación Dominicana (PLD), tras más de 30 años de militancia. En una carta dirigida al presidente del partido, Danilo Medina, expresó que la decisión fue tomada luego de una profunda reflexión, citando como razones la pérdida de la democracia interna y la falta de participación efectiva dentro del partido, lo cual —según sus palabras— ha afectado significativamente los liderazgos locales. También renunció a sus funciones como miembro del comité central y director de estrategia presidencial en la provincia Hermanas Mirabal.
El 24 de junio de 2023, Luis René Canaán Rojas fue juramentado oficialmente en el Partido Revolucionario Moderno (PRM), en un acto multitudinario que contó con la presencia de la secretaria general Carolina Mejía y el presidente de la organización, José Ignacio Paliza. Durante su discurso, el exsenador expresó su compromiso de trabajar activamente por la reelección del presidente Luis Abinader, asegurando que su integración al PRM no respondía a aspiraciones personales, sino al deseo de contribuir al desarrollo del país. Asimismo, pidió a la alta dirigencia del partido que evaluara su trabajo político de cara al fortalecimiento del proyecto oficialista a nivel nacional.
El 31 de julio de 2025, mediante el Decreto núm. 439-25 emitido por el presidente Luis Abinader, Luis René Canaán Rojas fue designado como director ejecutivo de la ARS SEMMA, el Seguro Médico para Maestros. La designación se realizó tras ser propuesto por el Consejo de Directores de la institución. Esta posición lo vincula nuevamente con la administración pública en el sector salud, en un rol clave para la gestión de servicios médicos del magisterio nacional. 

## Escándalo de corrupción de los Super Tucano
En agosto de 2016, el senador Canaán fue acusado de recibir 3 millones de dólares como soborno de empresarios brasileños para influir en la licitación de compra de aeronaves militares, favoreciendo a Embraer sobre sus competidores estadounidenses. El Congreso Dominicano aprobó en 2009 un acuerdo de casi 94 millones de dólares para la compra de 8 aviones de combate Embraer EMB 314 Super Tucano con un préstamo del banco brasileño BNDES.
Era sabido por años que un senador leonelista estaba implicado en el esquema de corrupción, pero fue en agosto de 2016, cuándo finalmente su identidad fue revelada.
Además del senador Canaán, están siendo investigados dos alto-mando militares, el Mayor General Piloto Pedro Rafael Peña, quién era ministro de Defensa  durante la presidencia de Leonel Fernández, y el Coronel Carlos Ramón Piccini, quienes han sido arrestados.
Las autoridades judiciales informaron que la investigación es parte de una investigación dirigida por los Estados Unidos y Brasil. Los Estados Unidos, que había ofertado vender 10 aviones, se sintió afectado por el soborno que habría logrado que se aprobase la venta de 8 aviones por más de 93 millones de dólares.